# Мюллер, Фридрих Вильгельм
Фридрих-Вильгельм Мюллер (нем. Friedrich-Wilhelm Müller; 29 августа 1897—20 мая 1947) — немецкий офицер, участник Первой и Второй мировых войн, генерал пехоты, кавалер Рыцарского креста с Дубовыми листьями и Мечами. Казнён в Греции эа военные преступления.

## Первая мировая война
В августе 1914 года Мюллер добровольцем вступил в армию, в ноябре 1915 года получил звание лейтенант резерва (то есть без окончания военного училища). В 1916 году награждён Железными крестами обеих степеней, в конце войны награждён Рыцарским крестом Гогенцоллернов с Мечами.

## Между войнами
После Первой мировой войны служил в полиции. В марте 1936 года перешёл на службу в вермахт в звании майора. С ноября 1938 года — командир пехотного батальона. С мая 1939 года — подполковник.

## Вторая мировая война
Участвовал во Французской кампании, получил планки к Железным крестам обеих степеней (повторное награждение). С октября 1940 — назначен командиром полка.
Участвовал в Балканской кампании (бои в Греции).
С 22 июня 1941 года — участвовал в Великой Отечественной войне, бои на юге Украины. В сентябре 1941 года — награждён Рыцарским крестом. С октября 1941 года — бои в Крыму в составе 72-й пд во главе 105-го пехотного полка. 
Э. фон Манштейн писал: "30 ак вскоре овладел прибрежной дорогой Алушта — Ялта — Севастополь. Его прорыв завершился смелым захватом форта Балаклава, осуществленным 105 пп под командованием храброго полковника Мюллера (впоследствии расстрелян греками). Таким образом, этот малый порт, который являлся базой западных держав в Крымской войне, оказался под нашим контролем." 
В январе 1942 года — произведён в звание полковника. За ликвидацию советского десанта в Евпатории (январь 1942 года) полковник Мюллер был награждён Дубовыми листьями (№ 86) к Рыцарскому кресту.
В августе 1942 года — произведён в звание генерал-майора и назначен командиром 22-й пехотной дивизии (в Греции). В апреле 1943 года — Мюллер произведён в генерал-лейтенанты, в июне 1943 года — награждён Золотым немецким крестом.
По его приказу в октябре 1943 г. немецкими войсками на острове Кос был осуществлён расстрел более сотни  пленных итальянских офицеров.
В мае 1944 года — генерал-лейтенант Мюллер назначен командующим 5-м армейским корпусом (эвакуировавшимся из Крыма), затем в июне 1944 года — командующим 59-м армейским корпусом (на Западной Украине). В июле 1944 года — произведён в звание генерала пехоты и назначен командующим группой войск «Крепость Крит».
Он осуществлял безжалостный террор и приказывал расстрелять сотни людей только по подозрению в принадлежности к партизанам.
Вступив в должность, генерал Мюллер распорядился о полном разрушении домов и уничтожении всего мужского населения в Аногии, мотивируя это тем, что этот населённый пункт стал центром поддержки партизан-греков и британских диверсантов. В ходе этой бесчеловечной акции были взорваны около 800 домов. Заживо сгорели 6 пожилыж женщин.
В ноябре 1944 года — Мюллер назначен командующим 34-м корпусом в Сербии, в декабре 1944 года — командующим 68-м армейским корпусом (в Венгрии).
27 января 1945 года — генерал пехоты Мюллер награждён Мечами (№ 128) к Рыцарскому кресту с Дубовыми листьями, 29 января — назначен командующим 4-й армией (в Восточной Пруссии).
В апреле 1945 года — генерал пехоты Мюллер попал в английский плен в Шлезвиг-Гольштейне и был передан Греции. За массовые убийства гражданского населения епархии Вианнос на острове Крит  (см Холокост Вианноса) — генерал Мюллер был расстрелян греками 20 мая 1947 года.
Икона Св. Николая, украденная Мюллером из монастыря в Спарте, была возвращена премьер-министру Греции, Алексису Ципрасу, в ходе его визита в Москву 8 апреля 2015 года.

## Награды
- Железный крест 2-го класса (25 мая 1916) (Королевство Пруссия)
- Железный крест 1-го класса (29 августа 1916) (Королевство Пруссия)
- Королевский орден Дома Гогенцоллернов рыцарский крест с мечами
- Нагрудный знак «За ранение» (1918) в серебре
- Почётный крест Первой мировой войны 1914/1918 с мечами
- Медаль «За выслугу лет в вермахте» с 4-го по 2-й класс
- Нагрудный штурмовой пехотный знак
- Пряжка к Железному кресту 2-го класса (22 декабря 1939)
- Пряжка к Железному кресту 1-го класса (12 июня 1940)
- Немецкий крест в золоте (18 июня 1943)
- Рыцарский крест Железного креста с дубовыми листьями и мечами
  - рыцарский крест (22 сентября 1941)
  - дубовые листья (№ 86) (8 апреля 1942)
  - мечи (№ 128) (27 января 1945)
- Крымский щит